# Outward Bound (musikalbum)
Outward Bound är den amerikanske trubaduren Tom Paxtons tredje studioalbum, utgivet i september 1966. Albumet är producerat av Paul Rothchild och gavs ut på skivbolaget Elektra Records.

## Låtlista
Samtliga låtar skrivna av Tom Paxton
1. "Leaving London"
2. "Don't You Let Nobody Turn You 'Round"
3. "My Son, John"
4. "The King Off My Backyard"
5. "One Time and One Time Only"
6. "Is This Any Way to Run an Airline?"
7. "All the Way Home"
8. "I Followed Her into the West"
9. "This World Goes 'Round and 'Round"
10. "Talking Pop Art"
11. "When You Get Your Ticket"
12. "I Believe, I Do"
13. "Outward Bound"
14. "Deep Fork River Blues"
15. "Beau John"
16. "My Dog's Bigger Than Your Dog"
17. "The Marvellous Toy"
18. "One Time and One Time Only" (electric version)

14-18 är bonusspår på CD-utgåvan som gavs ut 12 oktober 2004. 14-17 kommer ursprungligen från EP:n The Marvellous Toy som gavs ut i England 1966. Spår 18 har också bara tidigare utgivits i England.